# Michael Zeitvogel
Michael Zeitvogel (* 9. Januar 1955) ist ein ehemaliger deutscher Fußballspieler.

## Sportlicher Werdegang
Zeitvogel stand ab Mitte der 1970er Jahre im Kader des seinerzeit in der drittklassigen 1. Amateurliga Südbaden antretenden SC Freiburg. In der Spielzeit 1976/77 ersetzte er zeitweise den bisherigen Stammtorhüter Herbert Leber, den er in der folgenden Spielzeit als Nummer 1 verdrängte. In der Spielzeit 1977/78 wurde er mit dem Klub mit zwei Punkten Vorsprung auf den FC Rastatt Drittligameister und verlor mit der Mannschaft in der anschließenden Aufstiegsrunde zur 2. Bundesliga Süd gegen den SSV Ulm 1846, den SSV Reutlingen 05 und den FV 09 Weinheim kein Spiel, so dass sie in die Zweitklassigkeit aufstieg. Das bereits angesetzte und torreich mit einer 4:6-Niederlage gegen den Bayern-Vertreter MTV Ingolstadt verlorene Entscheidungsspiel war dabei obsolet geworden, nachdem bereits zuvor der 1. FC Nürnberg sich als Südzweiter in den Aufstiegsspielen zur Bundesliga gegen Rot-Weiss Essen durchgesetzt hatte.
In den ersten drei Saisonspielen der Zweitligasaison 1978/79 kassierte Zeitvogel zwölf Gegentore. Daraufhin entschied sich Trainer Manfred Brief zum Wechsel auf der Torhüterposition, der erst 18-jährige Andreas Müller eroberte in der Folge den Stammplatz zwischen den Pfosten. Nur im Freiburger Stadtderby gegen den Freiburger FC kam Zeitvogel beim 1:0-Erfolg nochmals in der zweiten Spielklasse zum Einsatz. Über den weiteren Karriereweg Zeitvogels ist nichts bekannt.
Zeitvogel war später im Städtischen Hochbauamt Freiburg tätig.